# Amaury Gutiérrez
Amaury Gutiérrez (San Antonio de las Vueltas; 9 de septiembre de 1963) es un cantautor, músico y guitarrista cubano. Cuando se encontraba cursando la secundaria decidió dedicarse a la música y su oportunidad llegó al responder a una convocatoria de la Escuela de Instructores de Arte, institución donde obtuvo una beca. 
En sus composiciones, Amaury Gutiérrez pone énfasis especial en el aspecto vocal, no solo por su pasado académico, sino por el particular sentimiento que le imprime a sus interpretaciones. Sus influencias como compositor y cantante son múltiples y provienen de fuentes tan diversas como Pablo Milanés, Djavan, Caetano Veloso, Rubén Blades, Andy Montañez, Stevie Wonder, Al Jarreau, Soraya, e incluso el beatle Paul McCartney. En el proceso creativo de la composición, Amaury confiesa que posee más facilidad para componer la música primero y después desarrollar el texto, teniendo como instrumento principal, su inseparable compañera: la guitarra. 
Amaury Gutiérrez define su estilo como “Pop Cubano”, una mezcla de diversos géneros musicales que incluyen la antigua y la Nueva Trova, algunos giros de música contemporánea y el sentimiento autoral de la época dorada del bolero, e incluso, de la música y la lírica mexicana. 
Su álbum debut de estudio homónimo Amaury Gutiérrez (1999) fue nominado al Grammy Latino y vendió más de 600 000 copias. Él recibió el premio de artista de brecha del año por Premio Onda en España en 2000. En 2009 Amaury Gutiérrez celebró con un espectacular concierto su 20th Aniversario de carrera artística con una producción de Jossel Calveiro, Reinaldo "Pachy" Lopez y Fernando "Teo" Calveiro, donde se le unieron invitados como Luis Enrique y Gema Corredera, entre otros.
En 2011 recibió el Grammy Latino.

## Programas de televisión
En 2007, Amaury participó en el reality show mexicano de TV Azteca, conocido como "Disco de oro", conducido por José Luis Rodríguez "El Puma" y María Inés Guerra. Competencia entre varios artistas de distintas décadas de la música, al final resultó ser ganadora la cantante Beatriz Adriana.
En 2012 participó como co-coach del equipo Andrés Cepeda en la primera edición del talent show "La Voz Colombia", dando su opinión profesional de los concursantes de dicho equipo, donde el ganador tendrá un contrato con la disquera de Universal Estudios-Los Ángeles.

## Discografía
- 1999: Amaury Gutiérrez
- 2001: Piedras y flores
- 2003: Alma nueva
- 2004: Se me pegó tu nombre
- 2006: Pedazos de mí
- 2010: Sesiones íntimas
- 2023:  Volver a ti

## Colaboraciones
- 2008: A Puro Grito (con Kumbia All Starz)
- 2010: Se me escapa el alma (con Antonio Orozco)
- 2011: Llueve por dentro (con Luis Fonsi)
- 2012: Don Manuel (con Wilfran Castillo)
- 2013: Esta Vez (con La Original Banda el Limón)
- 2022: A Jesús (con Hector Tobo)

## Canciones
- Perdóname todo
- Dime Corazón
- Yo sé que es mentira

## Premios
- 2011: Grammy Latino. Mejor Álbum Cantautor: Empate entre "Sesiones íntimas", de Amaury Gutiérrez, y "Días nuevos", de Gian Marco.[CNN en español]